# Leucopogon concurvus
Leucopogon concurvus är en ljungväxtart som beskrevs av Ferdinand von Mueller. Leucopogon concurvus ingår i släktet Leucopogon och familjen ljungväxter. Inga underarter finns listade i Catalogue of Life.